# Къмюнити Шийлд 2019
Къмюнити Шийлд 2019 е 97-ото издание на турнира Къмюнити Шийлд. 
Срещата ще се играе между шампиона на Англия и на ФА Къп за сезон 2018/19 Манчестър Сити и подгласника в първенството Ливърпул. 
Мачът се състои на стадион Уембли и Сити се опитва да защити трофея от предната година. 

## Детайли
| 4 август 2019 г. 18:00 |

| Ливърпул  | 1:1 | Манчестър Сити |
| --------- | --- | -------------- |
| Матип 77' |     | Стърлинг 12'   |

| Уембли, Лондон |

|                                                  | Дузпи |                                     |
| Шакири Вейналдум Лалана Окслейд-Чембърлейн Салах | 4 – 5 | Гюндоган Силва Фодън Зинченко Жезус |